# 2e Régiment étranger de parachutistes
Il 2º reggimento straniero di paracadutisti (in francese 2e Régiment étranger de parachutistes o 2e REP) è un'unità di paracadutisti dell'esercito francese composta interamente da personale proveniente dalla Legione straniera; strutturata come un reggimento di fanteria leggera, l'unità è parte integrante della 11e brigade parachutiste (11ª brigata paracadutisti), formazione che raccoglie i principali reggimenti aviotrasportati dell'esercito francese.
Creato come battaglione nell'ottobre del 1948 appositamente per partecipare alla guerra d'Indocina, l'unità si caratterizzò subito come forza di reazione rapida aerotrasportabile, distinguendosi nei duri combattimenti contro il Viet Minh. Ampliata a reggimento nel dicembre del 1955, l'unità combatté nella guerra d'Algeria, per poi prendere parte a tutte le maggiori operazioni delle forze armate francesi in Africa, dalla battaglia di Kolwezi in Zaire nel 1978, alle operazioni Manta ed Épervier durante la guerra libico-ciadiana degli anni ottanta, fino alle operazioni Pélican nella Repubblica del Congo nel 1997 e Licorne nella Costa d'Avorio dal 2002 al 2011. L'unità è inoltre stata impiegata in varie operazioni di peacekeeping, come parte della Forza Multinazionale in Libano nel 1982 e nelle missioni UNPROFOR, IFOR e KFOR nella ex-Jugoslavia. Nel 2010 il 2e REP ha preso parte alle missioni del contingente francese impegnato nella guerra in Afghanistan, mentre nel 2013 una sua compagnia ha partecipato alla guerra in Mali.
Originariamente nata come semplice unità di paracadutisti, dal 1963 il reggimento è stato ristrutturato come un'unità di commando altamente specializzata, addestrata per un'ampia gamma di operazioni diverse e pronta ad essere dispiegata rapidamente in ogni parte del mondo.

## Storia

### La formazione
Una prima unità di paracadutisti della Legione straniera fu formata a metà del 1945 nella base USAAF di Kung Ming, sfruttando un plotone di volontari del 5e REI ("Régiment étranger d'Infanterie", Reggimento straniero di fanteria) fuggito in Cina dopo l'occupazione giapponese dell'Indocina francese; l'unità, tuttavia, non entrò mai in servizio a causa della resa del Giappone nel settembre seguente. Le prime vere e proprie unità operative di paracadutisti della Legione non furono formate prima della fine del 1948: vi fu una certa resistenza iniziale negli alti comandi francesi per la formazione di simili unità, in quanto la Legione era ritenuta primariamente un contingente di fanteria pesante "tipo rullo compressore", e perché la mentalità "indipendente" tipica dei reparti paracadutati sembrava mal adattarsi allo spirito di corpo molto marcato dei legionari.
Ragioni pratiche spinsero tuttativa per la creazione di reparti di legionari paracadutati, legate alle necessità della guerra d'Indocina scoppiata nel dicembre del 1946 ed ormai entrata nel vivo dei combattimenti: le esperienze sul campo avevano dimostrato che i reparti aviotrasportati erano i soli capaci di portare rapidamente aiuto alle guarnigioni più isolate, come pure di operare nelle regioni più impervie del paese, mentre le unità di fanteria e meccanizzate erano obbligate a percorrere le poche strade agibili della regione, molto vulnerabili alle imboscate dei guerriglieri vietnamiti; inoltre, i reparti formati dagli "stranieri" della Legione non erano soggetti a limitazioni legali di impiego (la legge francese vietava il dispiegamento oltremare dei reparti di coscritti nazionali senza un esplicito voto dell'Assemblea nazionale), e potevano quindi essere destinati liberamente al Corps Expéditionnaire Français en Extrême-Orient (CEFEO).
Il 13 maggio 1948 un centro d'istruzione al paracadutismo fu installato a Kahimisis, vicino a Sidi Bel Abbes (quartier generale della Legione in Algeria), ed il 1º luglio il 1er Bataillon étranger de parachutistes (1er BEP) fu formato a Philippeville; il 2e BEP fu istituito formalmente il 1º ottobre 1948 a Sétif, anche se la sua attivazione pratica non arrivò prima del 9 ottobre seguente: gran parte degli ufficiali e dei sottufficiali erano francesi distaccati dalle unità paracadutiste regolari (in particolare dalla 25e division aeroportée), mentre la truppa era costituita interamente da volontari provenienti dalle unità della Legione di stanza in Marocco (in particolare dal 4e REI) e veterani rientrati dall'Indocina, tra cui un nutrito gruppo di tedeschi ex appartenenti ai reparti di fallschirmjäger della seconda guerra mondiale. L'addestramento al lancio fu completato nel dicembre del 1948, ed il 13 gennaio 1949 il 2e BEP si imbarcò alla volta dell'Indocina, arrivando a Saigon l'8 febbraio seguente; il battaglione era strutturato su una compagnia comando e servizi e tre compagnie di fucilieri, con un organico totale oscillante tra i 400 ed i 1.000 uomini contando anche il personale di retrovia.

### Il servizio in Indocina

#### 1949 - 1951
Appena quattro giorni dopo il suo arrivo a Saigon, il 2e BEP fu inviato in Cambogia, servendo come "truppa di settore" fino ai primi di novembre del 1949: operando quasi sempre singolarmente, le compagnie del battaglione eseguirono una miriade di piccole missioni in tutta la regione, principalmente allo scopo di mantenere aperte le strade e di garantire la protezione ai convogli di rifornimento. Il 3 novembre 1949 il battaglione fu ricollocato all'aeroporto di Tan Son Nhat, vicino a Saigon, e designato come riserva generale per operazioni d'emergenza in tutta l'Indocina meridionale (Cambogia, Cocincina, Annam e sud del Laos): a rotazione settimanale, una compagnia era pronta alla partenza immediata, una con allerta di 12 ore ed una con allerta di 24 ore.

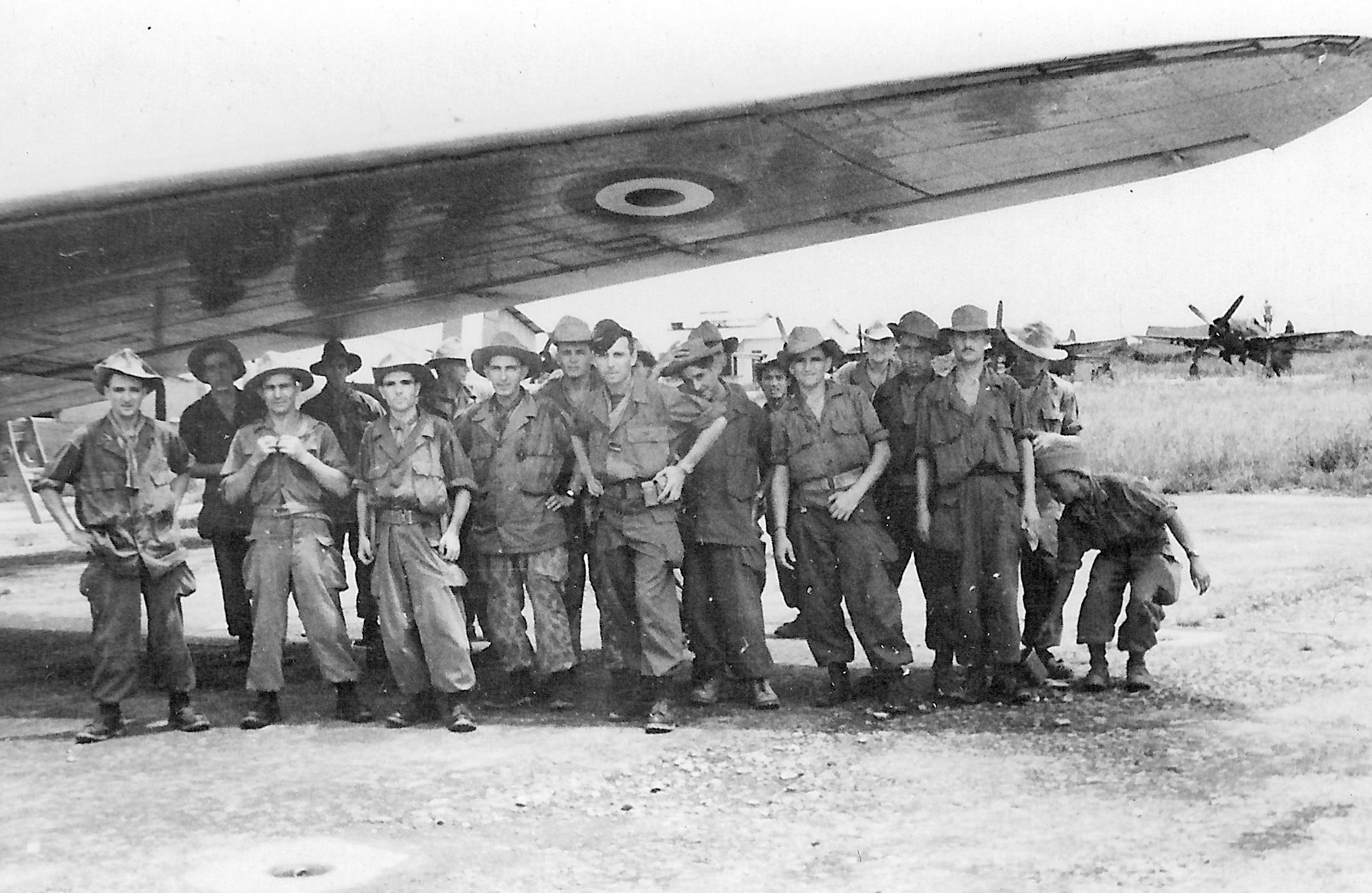
Membri del BEP ritratti in Indocina

Il 26 dicembre la 1ª compagnia fu impiegata per la prima volta in un'operazione aviotrasportata: lanciati su una zona inesplorata e parzialmente allagata nella Provincia di Trà Vinh, i cento uomini della compagnia affrontarono tre battaglioni del Viet Minh, infliggendo loro gravi perdite ed obbligandoli alla ritirata. Ai primi di gennaio del 1950 il 2e BEP fu trasferito a Dong Hoi, nell'Annam meridionale: impiegato per la prima volta come forza unitaria, il 6 gennaio il battaglione affrontò un contingente del Viet Minh nella provincia di Binh Phuoc, infliggendo al nemico 100 morti al prezzo di 5 caduti e 25 feriti tra i legionari.
Dopo una serie di operazioni minori nell'Annam, il 20 settembre 1950 la 1ª e 2ª compagnia furono rapidamente rischierate ad Hanoi, nel Tonchino: le due compagnie furono subito lanciate nei pressi di Sin Ma Kay, a nord del fiume Rosso, per fornire protezione alle truppe del CEFEO in ripiegamento verso sud dopo le prime disfatte patite nella battaglia della Route Coloniale 4; dopo tre giorni di marcia nella giungla e frequenti imboscate dei Viet Minh, il contingente del 2e BEP riuscì a riportare la colonna di profughi e truppe in fuga dentro le linee francesi. Con l'annientamento del 1er BEP nella battaglia, ai primi di ottobre l'intero 2e BEP fu rischierato ad Hanoi come unica riserva aviotrasportata rimasta al CEFEO; la 3ª compagnia del battaglione fornì poi rimpiazzi per la ricostruzione del 1er BEP nel marzo seguente.
Il battaglione rimase schierato nel Tonchino, svolgendo nel corso dei primi mesi del 1951 svariate operazioni minori nel difficile teatro del delta del fiume Rosso; in aprile la 2e CIPLE (Compagnie indochinoise parachutistes de la légion étranger, una compagnia paracadutista formata da reclute vietnamite) fu aggregata al battaglione come sua quarta compagnia: le iniziali apprensioni circa il comportamento delle reclute locali furono fugate dall'ottimo comportamento della 2e CIPLE in maggio, durante i pesanti combattimenti nella provincia di Ninh Binh.

#### 1951 - 1954
Il 4 ottobre il 2e BEP fu lanciato a Gia Loi, nel Tonchino, in appoggio ad unità di paracadutisti coloniali inviate contro le linee di rifornimento di un grosso contingente Viet Minh, impegnato ad assediare la guarnigione di Nghia Lo; dopo aspri combattimenti su un terreno montuoso ricoperto di giungla, il battaglione riuscì a riguadagnare le linee francesi, seppur al prezzo di gravi perdite. A partire dal 16 dicembre seguente, invece, il battaglione fu impegnato durante i lunghi combattimenti della battaglia di Hoa Binh (10 novembre 1951 - 25 febbraio 1952): dopo pesanti scontri lungo le rive del fiume Nero, il 2e BEP contribuì a mantenere aperto il corridoio attraverso il quale la guarnigione della stessa Hoa Bin riuscì a ripiegare, subendo gravi perdite nel corso di continue imboscate dei Viet Minh. Dopo un nuovo ciclo di operazioni di sicurezza nel delta del fiume Rosso, il 9 novembre 1952 il battaglione fu impegnato insieme al 1er BEP nell'operazione Lorraine: lanciati dietro le linee nemiche, nel corso di otto giorni di combattimenti nella giungla i due battaglioni attaccano i depositi di munizioni del Viet Minh intorno a Phu Doan, in appoggio ad una massiccia incursione meccanizzata del CEFEO; le unità furono poi ritirate per via terra il 16 novembre.

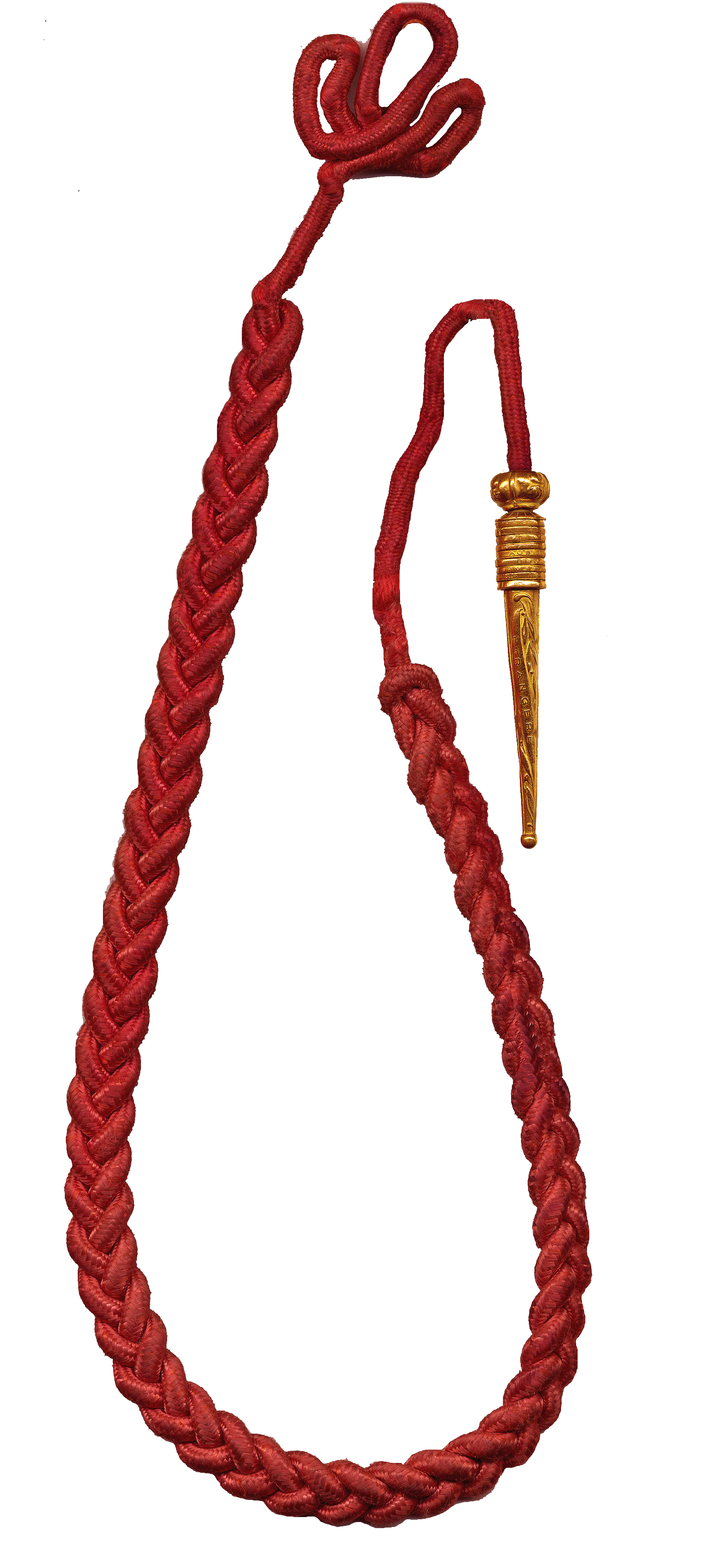
La fourragère rossa della Legion d'onore

Tra il 23 novembre ed il 30 dicembre del 1952 il battaglione fu duramente impegnato nella battaglia di Na San: l'attacco di quattro reggimenti Viet Minh contro il campo fortificato francese si concluse per gli attaccanti con una pesante disfatta, una delle poche indiscutibili vittorie riportate dal CEFEO nella guerra. Dopo un ciclo di operazioni nel Laos settentrionale tra aprile e luglio del 1953, il battaglione fu richiamato ad Hanoi con la scusa della parata del 14 luglio (anniversario della Rivoluzione francese); invece il 16 luglio il 2e BEP fu lanciato nelle retrovie Viet Minh nella provincia di Lang Son, in coordinazione con un'incursione meccanizzata lungo la Route Coloniale 4 (operazione Hirondelle): il battaglione catturò e riparò un ponte di importanza strategica lungo la strada, coprendo poi il ripiegamento della colonna terrestre.
Dopo una nuova serie di operazioni di sicurezza nel delta, nel gennaio del 1954 il battaglione fu rischierato a Saigon, prendendo poi parte ad una lunga serie di difficili operazioni minori attorno a Pleiku, nella regione degli altopiani centrali del Vietnam. Il 18 marzo 1954 il battaglione fu richiamato con urgenza ad Hanoi: il Viet Minh aveva da poco dato avvio alla battaglia di Dien Bien Phu, attaccando pesantemente il campo fortificato tenuto da 10.000 soldati del CEFEO, tra cui il 1er BEP ed altri tre reggimenti della Legione. Tra il 9 ed il 10 aprile, nel corso di tre distinti lanci, il 2e BEP fu paracadutato direttamente all'interno della piazzaforte, venendo subito impegnato come riserva mobile: nel corso di combattimenti durissimi, che a tratti ricordavano la guerra di trincea della prima guerra mondiale, entrambi i BEP subirono gravi perdite, tanto che il 25 aprile i sopravvissuti dei due battaglioni furono amalgamati in un'unità improvvisata. La battaglia ebbe termine nel pomeriggio del 7 maggio con la resa delle forze francesi: il 2e BEP finì quasi completamente annientato, con appena una cinquantina di superstiti presi prigionieri dai Viet Minh.
Entrambi i BEP non furono sciolti dopo il disastro: il 25 maggio arrivò ad Haiphong il 3e BEP (fino ad allora rimasto in Algeria come unità per l'addestramento delle reclute), che, integrato con i feriti rientrati dagli ospedali, sostituì in blocco il 2e BEP assumendone la denominazione; il battaglione continuò ad operare nei dintorni di Hanoi fino al 21 luglio, quando fu trasferito in Cocincina per svolgere operazioni di sicurezza durante le fasi finali del conflitto, ufficialmente concluso con l'entrata in vigore degli accordi di Ginevra il 1º agosto 1954. Il battaglione rimase in Cocincina per un altro anno, svolgendo compiti di sicurezza e di mantenimento dell'ordine durante la fase di transizione; il 14 luglio 1955 il 2e BEP fu decorato con la fourragère rossa della Legion d'onore, in riconoscimento delle sue sei citazioni al valor militare conseguite in Indocina, una per ogni anno di servizio nel paese. Il battaglione lasciò infine l'Indocina il 1º novembre 1955, imbarcandosi per l'Algeria.

### L'Algeria

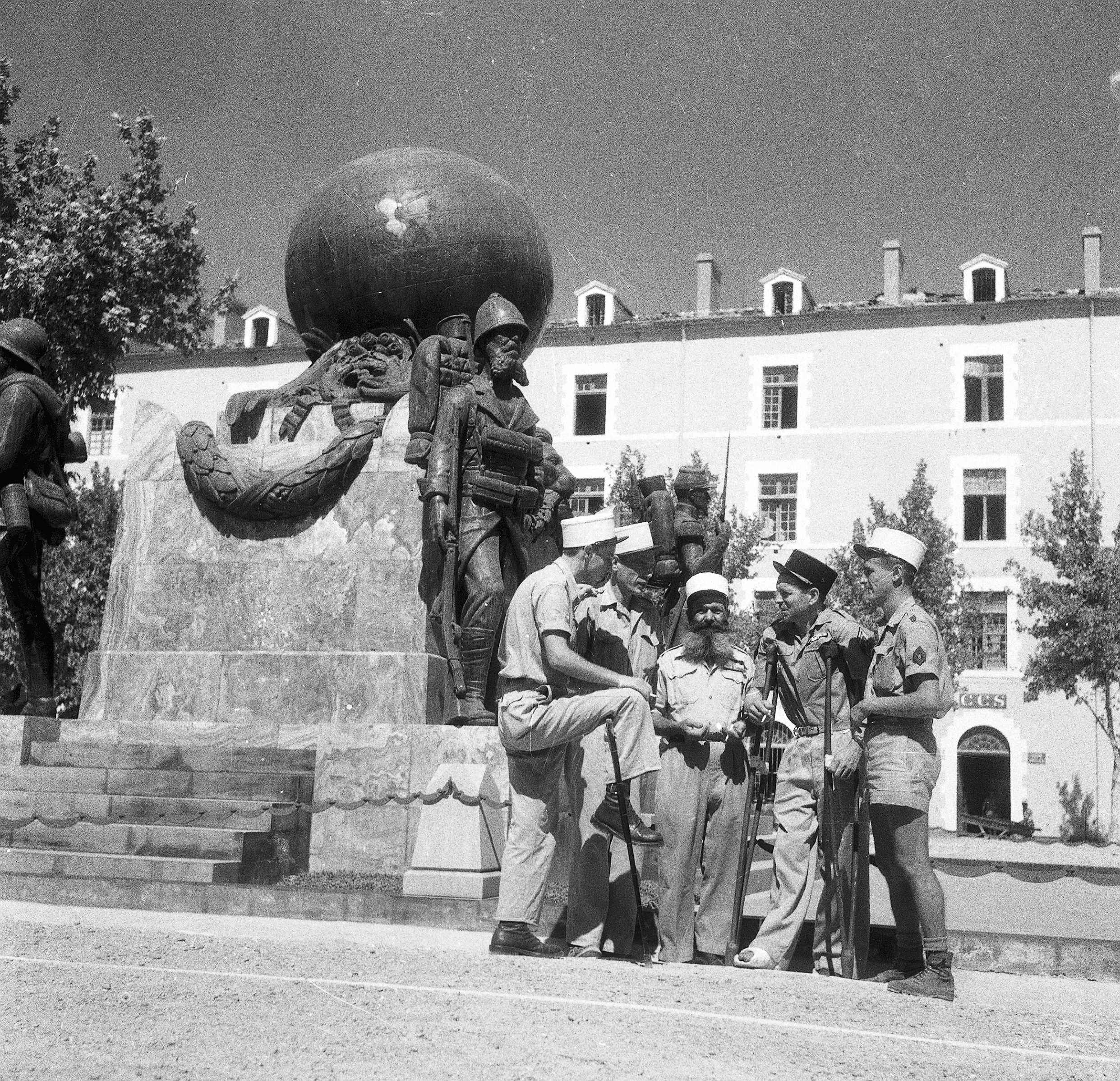
Legionari francesi accanto al monumento ai caduti della Legione, nella base di Sidi Bel Abbes

L'eccellente comportamento dei due BEP in Indocina spinse non solo per il loro mantenimento in servizio, ma anche per il loro potenziamento; il 1º dicembre 1955 il 2e BEP fu ampliato a livello di reggimento, integrando parte dei membri del disciolto 3e BEP: il nuovo 2e REP era ora strutturato su una compagnia comando e servizi, quattro compagnie di fucilieri, una compagnia armi d'appoggio dotata di cannoni senza rinculo da 75 mm e 105 mm e mortai da 120 mm, e uno squadrone da ricognizione equipaggiata di jeep e camion Dodge dotati di mitragliatrici, per un organico totale di 1.300 uomini. Amministrativamente il reggimento fu inserito all'interno della 11e division parachutiste, di stanza a Philippeville, sebbene mantenesse in pratica la capacità di operare autonomamente.
Entrambi i REP furono ben presto coinvolti nella guerra contro il Front de Libération Nationale algerino e la sua branca militare, l'Armée de Libération nationale (ALN); come in Indocina, i REP furono destinati alla riserva generale, pronti ad essere impiegati ovunque nel paese a seconda delle circostanze. I legionari paracadutisti giocarono spesso un ruolo centrale nelle massicce operazioni di rastrellamento portate avanti dai francesi, secondo un piano operativo messo a punto dal generale Maurice Challe: unità di ricognitori, molto spesso formate da reparti algerini fedeli (Harki), erano inviate ad individuare le unità dell'ALN nelle aspre zone montuose dell'interno dell'Algeria (il djebel), dopo di che contingenti di parà erano portati in posizione in modo da isolare completamente uno specifico settore, collaborando poi con le altre unità francesi e della Legione inviate a "snidare e distruggere" il nemico. Le unità erano tenute in una zona per tutto il tempo necessario (anche due mesi), fino a che ogni gruppo di nemici era stato distrutto o ridotto ad un livello tale che la sua eliminazione poteva essere lasciata alle truppe di guarnigione; quindi l'intero dispositivo si spostava in un'altra regione, ricominciando tutto da capo. Rispetto all'Indocina i REP eseguirono pochissimi lanci con il paracadute (nessuno a livello di reggimento), venendo impiegati per lo più come "cavalleria aerea" elitrasportata.
Tra il 1956 ed il 1961 il 2e REP servì in lungo e largo per il djebel algerino: da marzo a giugno del 1956 fu impegnato in duri combattimenti nel massiccio dell'Aurès, mentre a novembre fu spostato a Tébessa con il compito di vigliare sulla frontiera con la Tunisia, da poco indipendente. Nell'aprile del 1957 tornò a Philippeville, per poi operare a partire dal 30 maggio nella provincia di Jijel; sul finire di agosto tornò a Tébessa, con il compito di contribuire al presidio della "linea Morice": questo sbarramento di filo spinato, sensori e campi minati copriva l'intera frontiera con la Tunisia, dove erano collocati i principali campi d'addestramento dell'ALN, ed era pattugliato giorno e notte dalle unità meccanizzate ed aeromobili francesi e della Legione. Nei sette mesi della "battaglia delle frontiere" (settembre 1957 –marzo 1958) entrambi i REP furono impegnati in scontri quasi giornalieri con piccoli contingenti di guerriglieri dell'ALN che cercavano di attraversare la frontiera tunisina: quasi tutti furono intercettati entro 48 ore dall'attraversamento, prima che potessero trovare rifugio sulle montagne. L'ALN subì una dura sconfitta, perdendo quasi 6.000 uomini ed ingenti quantità di armi e rifornimenti. Il 26 ed il 27 aprile 1958 il reggimento fu impegnato in un duro scontro presso Beni Sbihi, infliggendo circa 200 morti all'ALN al prezzo di 5 caduti e 26 feriti tra i legionari.
A partire dai primi mesi del 1959 il 2e REP aumentò il ritmo delle operazioni, partecipando ai grandi rastrellamenti previsti dal "piano Challe": a gennaio il reggimento operò nella zona di Guelma, ad aprile nella provincia di Orano (operazione Courroie), a settembre in quella di Costantina (operazione Pierres Précieuses) e nel gennaio del 1960 in quella di Djidjelli (operazione Turquoise); il 2 dicembre 1960 il 2e REP agganciò in combattimento nella zona dell'Aurès l'ultima unità organizzata dell'ALN ancora operativa nel djebel, distruggendola dopo un duro scontro. Le operazioni del piano Challe rappresentarono delle indiscusse vittorie francesi, che disarticolarono la struttura di base dell'ALN ed inflissero al movimento migliaia di perdite; in ogni caso, era sempre più palese che il nuovo governo del presidente Charles de Gaulle stava accettando l'inevitabilità storica dell'indipendenza algerina, tentando di trovare una via d'uscita negoziata dalla guerra. Il 22 aprile 1961 quattro generali francesi a riposo (tra cui due ex comandanti in capo in Algeria) tentarono un colpo di Stato ad Algeri, nel tentativo di ostacolare la politica di de Gaulle sul paese; il 1er REP si schierò in blocco per il putsch, ma solo pochi ufficiali del 2e REP dimostrarono simpatia per i golpisti: il reggimento, così come il grosso delle unità della Legione e dell'esercito francese in Algeria, si rifiutò di seguire gli ammutinati. Il tentativo di golpe si risolse nel giro di pochi giorni, senza spargimento di sangue: il 1er REP fu sciolto ed i suoi effettivi sparpagliati in tutte le unità della Legione; dopo un ulteriore anno di operazioni minori e scontri su piccola scala, un cessate il fuoco generale fu infine proclamato il 19 marzo 1962.

### Parà-commando
Gli accordi di Évian che ponevano fine alla guerra lasciarono alla Francia il possesso per quindici anni della zona intorno alla base navale di Mers-el-Kébir, e nel settembre del 1962 il 2e REP fu trasferito in una base improvvisata nei pressi di Bou Sfer, in attesa di conoscere il suo destino e quello della Legione: il reggimento conobbe un periodo di morale bassissimo e, fatto fino ad allora insolito, un grave aumento delle diserzioni (140 nei soli ultimi tre mesi del 1962). La situazione migliorò con la nomina del tenente colonnello Robert Caillaud alla guida del reggimento, nel giugno del 1963: Caillaud progettò di trasformare il 2e REP da un'unità convenzionale di paracadutisti in una formazione scelta, addestrata a condurre un'ampia gamma di operazioni negli ambienti e nelle situazioni più disparate, con lo scopo di fungere da punta di lancia delle forze di reazione rapida della Francia; gli effetti sul morale dell'unità furono immediati, ed in capo a due anni il reggimento tornò ad attrarre grande interesse, con un aumento considerevole del reclutamento. Nel giugno del 1967 il 2e REP lasciò l'Algeria per trasferirsi nella sua nuova base: Camp Raffalli, nei pressi di Calvi, in Corsica.
Nell'aprile del 1969 il reggimento tornò in azione nel primo impiego operativo delle forze francesi dalla conclusione della guerra d'Algeria: uno stato maggiore tattico (état-major tactique o EMT 1) e la 1ª e 2ª compagnia del reggimento furono inviate ad unirsi ad altre truppe francesi dispiegate nella ex colonia del Ciad (operazione Bison), in appoggio al presidente François Tombalbaye contro le bande di ribelli del FROLINAT; in settembre un EMT 2 con la 3ª compagnia e la compagnia armi d'appoggio si unì al contingente. I parà compirono una serie di pattugliamenti motorizzati nelle zone desertiche del nord del paese, affrontando scontri sparsi con le elusive bande di ribelli ciadiani e riportando un totale di sette morti e venti feriti nel corso della missione; le unità dell'EMT 1 rientrarono in Corsica nell'aprile del 1970, mentre quelle dell'EMT 2 rimasero fino al dicembre successivo. Due compagnie del 2e REP tornarono brevemente in Ciad nel febbraio del 1978, nell'ambito della più ampia operazione Tacaud, venendo però per lo più impiegate come forza di protezione delle strutture francesi nella capitale N'Djamena.

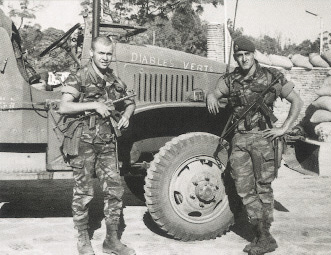
Due parà del REP durante la missione a Kolwezi

Un'altra ex colonia africana che richiese l'assistenza militare francese fu Gibuti, pienamente indipendente dal giugno del 1977: una compagnia del 2e REP venne fatta ruotare periodicamente nella piccola repubblica, impiegata come forza di sicurezza e per addestrarsi alla guerra in ambiente desertico. Il 3 febbraio 1976 la 2ª compagnia prese d'assalto uno scuolabus francese dirottato da terroristi somali a Loyada: tutti e sette i terroristi furono uccisi, ma due bambini francesi morirono ed altri cinque rimasero feriti, insieme ad un ufficiale del 2e REP. A Gibuti, il 3 febbraio 1982, il reggimento subì la sua più grave perdita di vite umane dalla fine della guerra d'Algeria, quando nel corso di un'esercitazione un aereo da trasporto si schiantò al suolo a causa di un guasto, uccidendo due ufficiali e 27 uomini della 4ª compagnia.
Il 15 maggio 1978 una forza di ribelli katanghesi del Front national de libération du Congo occupò la cittadina di Kolwezi, nello Zaire meridionale, prendendo in ostaggio circa 2.300 cittadini europei (in maggioranza ingegneri minerari con le loro famiglie); l'esercito zairese si dimostrò incapace di organizzare un salvataggio, ed il presidente Mobutu Sese Seko richiese quindi assistenza militare a Stati Uniti, Belgio e Francia. All'alba del 18 maggio il 2e REP decollò dalla base di Solenzara alla volta della capitale zairese, Kinshasa, con un EMT, quattro compagnie fucilieri, un plotone mortai ed uno di ricognitori; puntando tutto sulla rapidità d'azione per salvare il maggior numero di ostaggi, i legionari furono imbarcati su C-130 belgi e statunitensi e paracadutati la mattina del 19 maggio in una zona a nord-est della città: si trattava del primo lancio in combattimento del reggimento dalla battaglia di Dien Bien Phu, 24 anni prima. Sfruttando l'effetto sorpresa e muovendosi con rapidità, i legionari si impossessarono della città dopo due giorni di scontri sparsi ma molto duri con i guerriglieri del FNLC; raggiunto da unità di parà-commando belgi e di paracadutisti zairesi, il 2e REP condusse poi una serie di pattugliamenti motorizzati nella regione di Kolwezi, prima di essere ritirato il 4 giugno. Al prezzo di cinque morti e 25 feriti, il 2e REP salvò la vita a più di 2.000 ostaggi europei; per l'azione su Kolwezi il reggimento ottenne la sua settima citazione al valor militare.

### Dagli anni '80 ai giorni nostri

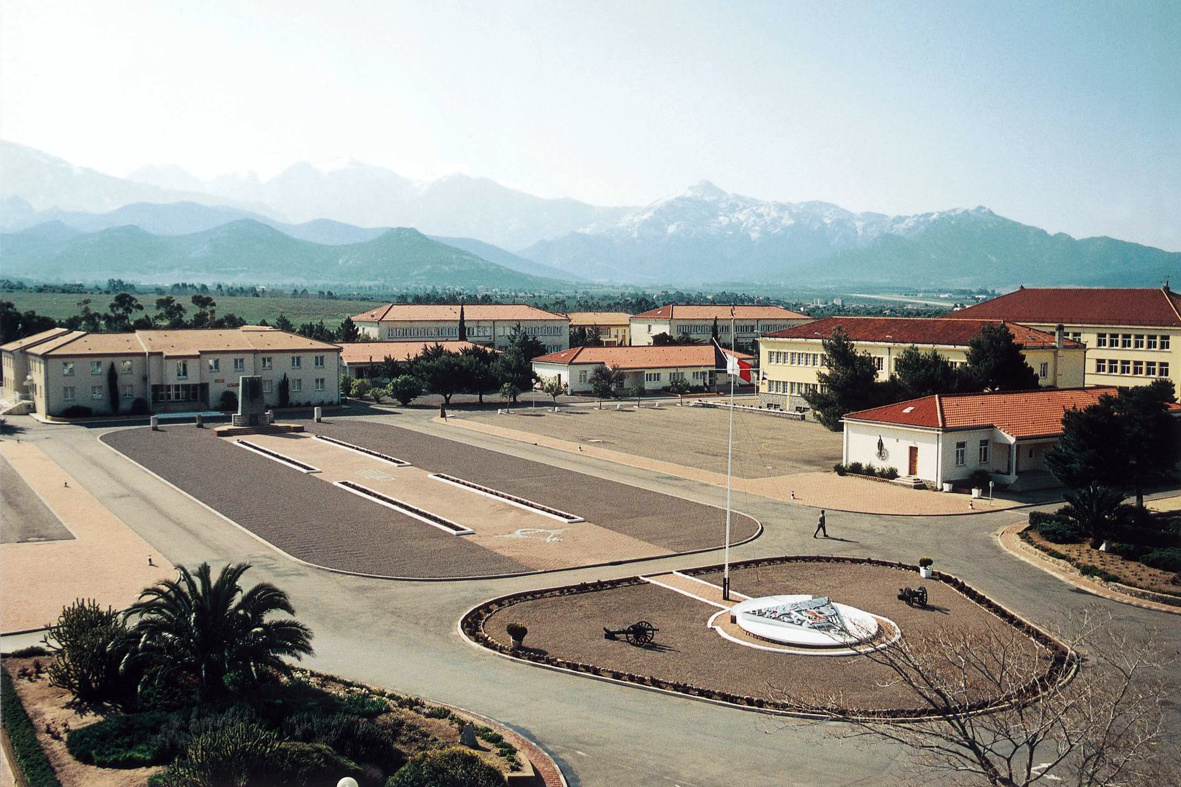
Camp Raffalli a Calvi, quartier generale del reggimento

Il 19 agosto 1982 il 2e REP fu inviato ad unirsi alle unità combinate di Francia, Stati Uniti, Regno Unito ed Italia (Forza Multinazionale in Libano) inviate a Beirut come forza di interposizione tra le milizie dell'OLP e le truppe israeliane, impegnate nell'ambito della guerra del Libano: i parà della Legione furono i primi ad entrare nella città, sbarcando nel porto da veicoli anfibi della Marine nationale per poi spostarsi nei sobborghi; i legionari diressero lo sgombero delle forze dell'OLP dalla città, trovandosi sotto il fuoco sporadico di qualche tiratore scelto ma senza subire perdite. Il reggimento fu poi ritirato insieme al resto della forza multinazionale il 13 settembre seguente.
Nell'agosto del 1983 truppe libiche intervennero massicciamente in Ciad in appoggio ai ribelli antigovernativi operativi nel nord del paese, dando avvio alla guerra libico-ciadiana: la Francia rispose inviando un grosso contingente nel paese (operazione Manta), di cui faceva parte l'intero 2e REP. Dopo aver organizzato la sorveglianza dell'aeroporto di N'Djamena, i parà furono spostati nelle regioni centrali, dove il contingente francese aveva stabilito una linea di interposizione lungo il 15º parallelo; il reggimento organizzò una serie di pattugliamenti in pieno deserto, tenendo sotto controllo i movimenti delle truppe libiche ma senza mai arrivare allo scontro aperto. Le unità francesi furono poi ritirate nell'aprile del 1984, dopo un accordo con il governo libico per un disimpegno congiunto di entrambi i contendenti; un secondo intervento libico nel febbraio del 1986 portò ad un nuovo dispiegamento delle forze francesi (operazione Épervier), tra cui anche singole compagnie a rotazione del 2e REP: i francesi fornirono assistenza alle riorganizzate forze armate ciadiane, che furono così in grado di obbligare i libici alla ritirata. Piccoli contingenti del 2e REP continuarono a servire in Ciad anche negli anni seguenti, come addestratori per le forze ciadiane.

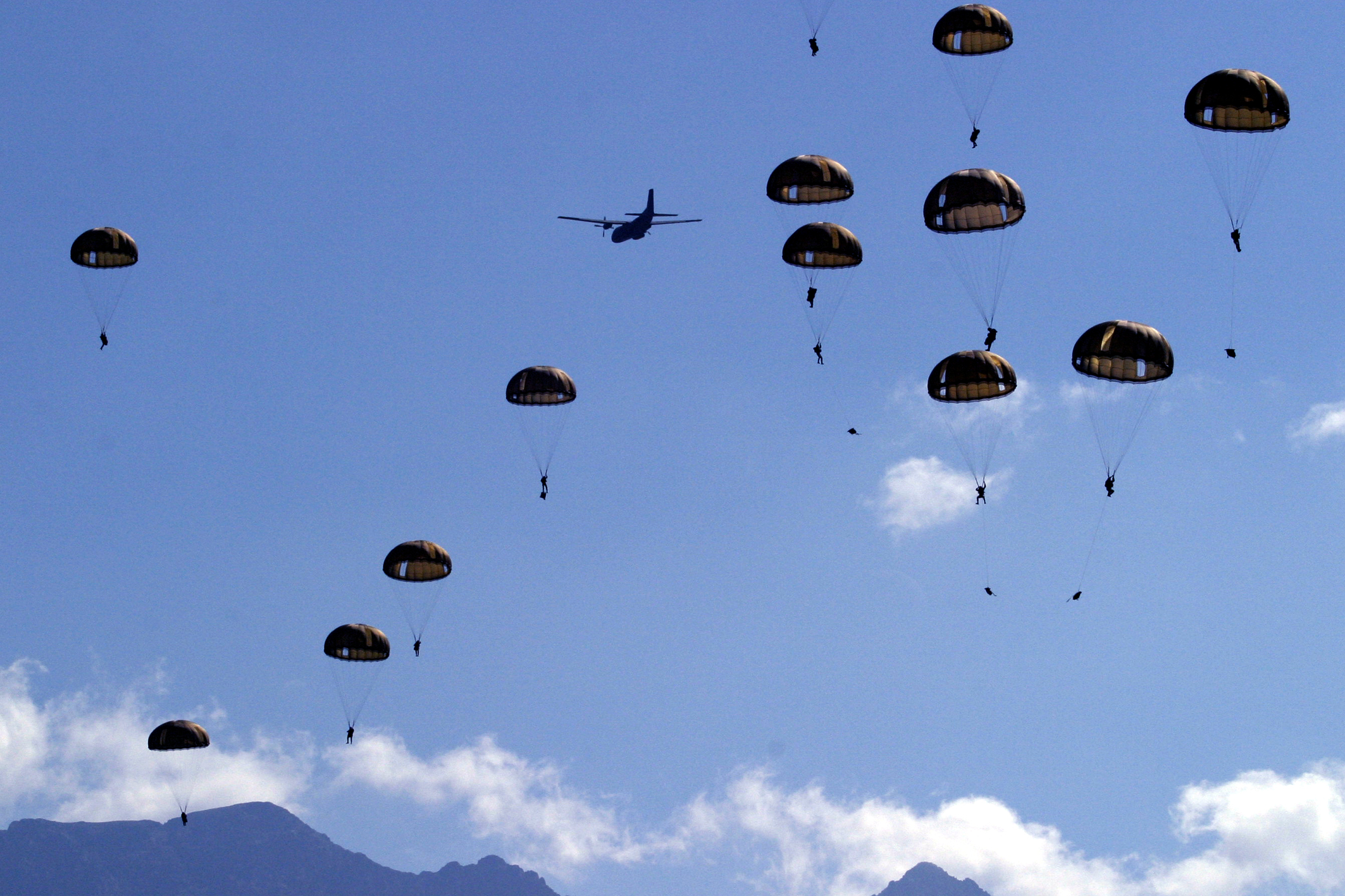
Un'esercitazione di lancio del REP

Il 24 maggio 1990 la 2ª compagnia fu inviata con urgenza ad unirsi ad altre truppe francesi dispiegate a Libreville, in Gabon, per proteggere proprietà e vite francesi durante un periodo di gravi disordini nel paese: la compagnia fornì protezione all'ambasciata di Francia e all'aeroporto durante l'evacuazione dei cittadini francesi, mentre una situazione con ostaggi fu risolta per vie diplomatiche; l'unità fu poi ritirata alla fine del mese. Il 4 ottobre del 1990 elementi del 2e REP furono rapidamente inviati a Kigali, in Ruanda, per evacuare cittadini francesi ed europei dopo lo scoppio della guerra civile ruandese (operazione Noroît). Il 9 dicembre 1992 invece, la 3ª compagnia fu schierata nell'ambito del contingente francese della missione Restore Hope in Somalia: la compagnia fece parte delle prime truppe sbarcate a Mogadiscio, svolgendo poi operazioni di sicurezza e di scorta ai convogli umanitari nei dintorni della capitale somala, prima di essere ritirata nel gennaio del 1993.
Il 13 dicembre 1992 un contingente formato dalla 1ª e 4ª compagnia fu inviato a Sarajevo nell'ambito della partecipazione francese alla missione dell'UNPROFOR, il primo impiego del 2e REP sotto il comando effettivo dell'ONU: i parà ricevettero il compito di garantire la sicurezza dell'aeroporto di Butmir, di vitale importanza per la distribuzione di aiuti alla popolazione assediata, finendo spesso sotto il tiro dei cecchini e dei mortai; compagnie del 2e REP furono poi fatte ruotare nell'ambito dei contingenti francesi delle missioni IFOR (1995 - 1996) e SFOR (1996 - 1998) in Bosnia ed Erzegovina, come pure nel corso della missione KFOR in Kosovo.

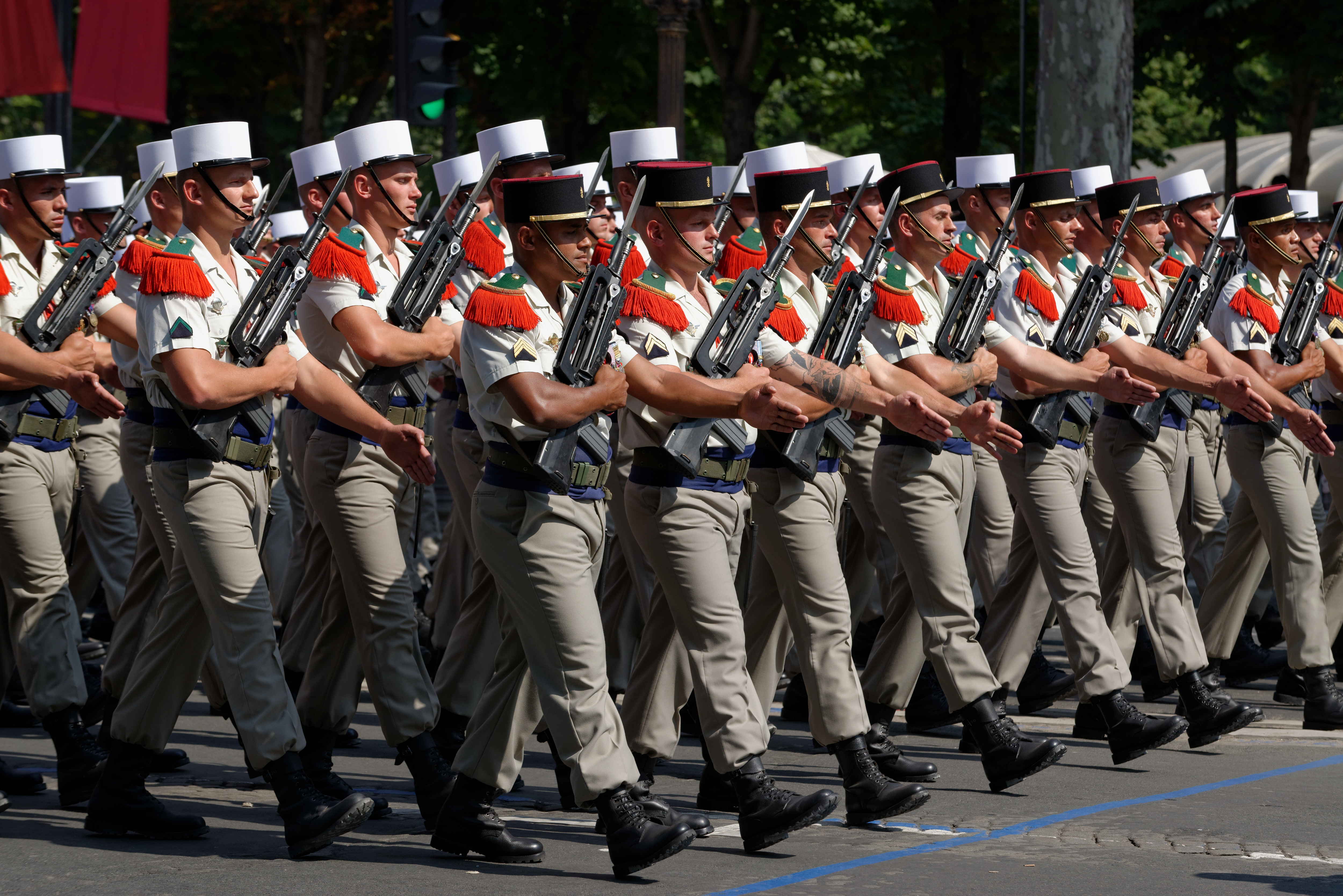
Legionari del REP in uniforme da parata sfilano sugli Champs-Élysées nel 2013

A partire dal 17 maggio 1997 un contingente del 2e REP formato da un EMT, dalla 1ª compagnia e dalla compagnia armi d'appoggio fu inviato ad unirsi ad altre unità della Legione a Brazzaville, nella Repubblica del Congo, durante un periodo di gravi disordini nel paese (operazione Pélican): i legionari diressero l'evacuazione via aereo dei cittadini francesi, oltre a fornire protezione ai profughi civili congolesi; il contingente del 2e REP finì spesso sotto il fuoco delle varie milizie congolesi, subendo la perdita di un uomo ed il ferimento di altri cinque, ma riuscendo ad evacuare con successo quasi 5.900 civili francesi ed europei, prima di essere ritirato il 15 giugno seguente. A partire dal settembre del 2002 compagnie a rotazione del 2e REP furono assegnate all'operazione Licorne, il contingente militare francese messo a supporto della missione UNOCI in Costa d'Avorio, devastata da una lunga guerra civile; la missione, durata fino al 2011, cercò di fare da interposizione tra le diverse fazioni e di riportare l'ordine nel paese.
Nel gennaio del 2010, 500 uomini del 2e REP furono schierati in Afghanistan nell'ambito della Brigade La Fayette, l'unità interarmi che raccoglie le truppe francesi partecipanti alla missione ISAF; prima di essere ritirato nel luglio seguente, il contingente del 2e REP servì nel "Groupement tactique interarmes de Surobi", unità responsabile della sicurezza nel distretto di Surobi, a sud della capitale Kabul. Nel gennaio del 2013, invece, la 2ª compagnia del reggimento fu mobilitata per partecipare all'operazione Serval, l'intervento militare francese in sostegno delle forze governative del Mali, impegnate in una dura guerra contro i ribelli islamisti del MUJAO e i tuareg del Movimento Nazionale di Liberazione dell'Azawad: nella notte tra il 27 e il 28 gennaio la compagnia, decollata da Abidjan in Costa d'Avorio a bordo di cinque aerei da trasporto, si paracadutò nelle vicinanze dell'aeroporto di Timbuctù, catturandolo dopo un breve scontro con i ribelli islamisti e riportando solo due feriti leggeri; si trattò del primo lancio in combattimento operato dal reggimento dai tempi della missione su Kolwezi, 35 anni prima. In seguito l'unità si spostò nella regione del massiccio montuoso Adrar degli Ifoghas per partecipare ai rastrellamenti delle restanti formazioni islamiste, in collaborazione con altri reparti francesi, maliani e ciadiani: il 19 febbraio 2013 un sergente del 2e REP rimase ucciso durante uno scontro con i ribelli.

## Struttura

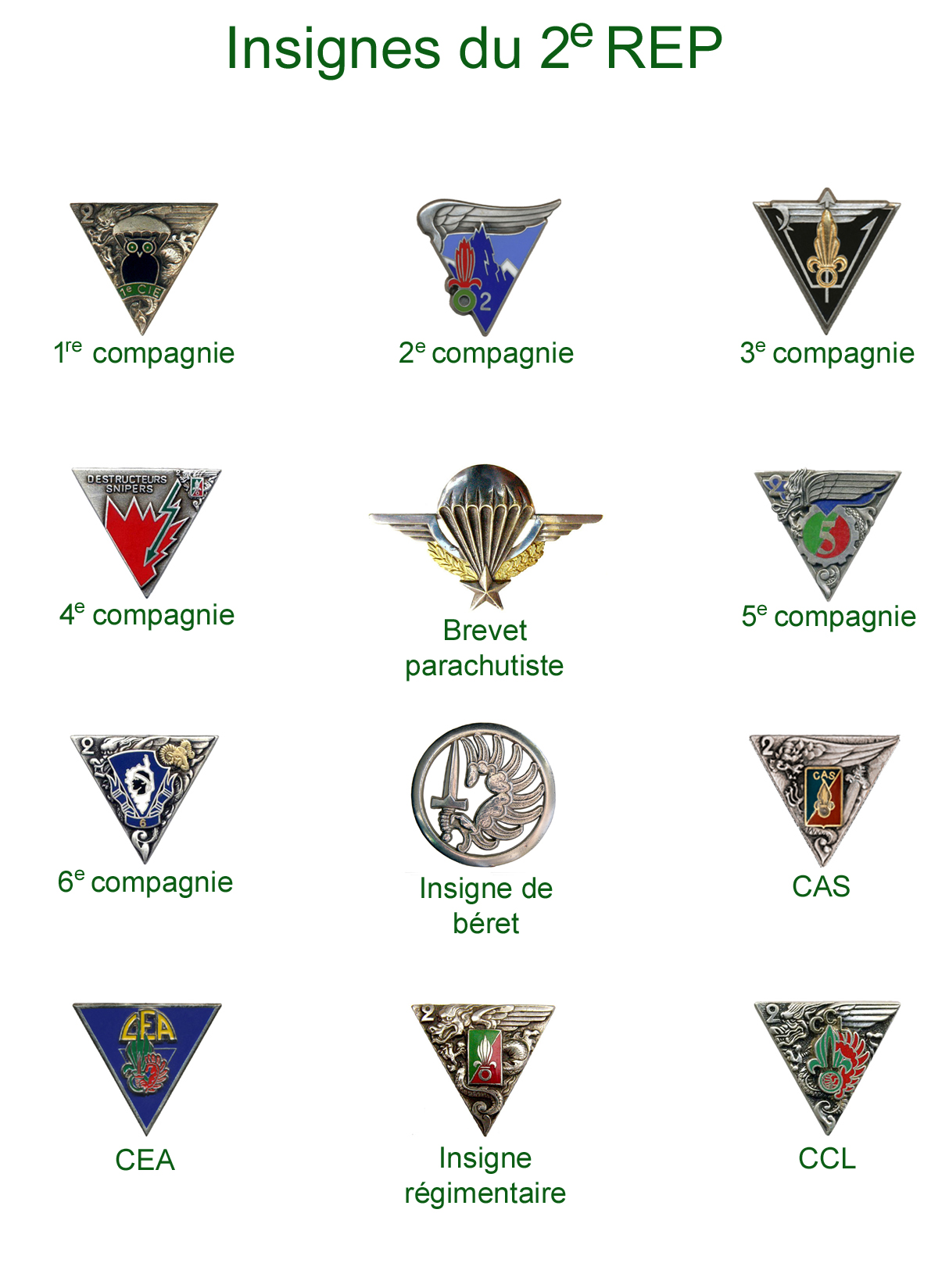
Insegne e distintivi delle compagnie del REP

I circa 1.190 uomini tra personale combattente e di retrovia (tutti, comunque, con addestramento da paracadutista) del reggimento sono ripartiti tra le seguenti unità:
- Compagnie de Commandement et de Logistique (CCL): compagnia comando del reggimento, responsabile delle attività di quartier generale, della pianificazione delle operazioni, della logistica e dei servizi sanitari dell'unità;[34]
- Compagnie d'Administration et de Soutien (CAS): compagnia responsabile delle attività amministrative del reggimento e del suo funzionamento quotidiano a Camp Raffalli, incaricata della gestione delle risorse umane, della manutenzione delle infrastrutture e delle attività di polizia militare;[35]
- quattro compagnie combattenti di paracadutisti, suddivise al loro interno in una sezione comando, tre sezioni di fanteria ed una sezione armi d'appoggio con mortai da 81 mm e lanciatori per missili anticarro MILAN; ogni compagnia è dotata di una particolare specializzazione:
  - 1re Compagnie: originariamente addestrata al combattimento notturno ed anticarro, è ora specializzata nella guerra in ambiente urbano, comprese le tattiche di controllo della folla;[36]
  - 2e Compagnie: specializzata nella guerra in ambiente montuoso ed artico;[37]
  - 3e Compagnie: specializzata nelle operazioni anfibie, comprese le tecniche subacquee;[38]
  - 4e Compagnie: specializzata nelle tecniche di cecchinaggio e di demolizione;[39]
- Compagnie d'Eclairage et d'Appui (CEA): compagnia armi d'appoggio e ricognizione del reggimento, dispone di diverse sezioni specializzate che spesso operano in maniera indipendente: una sezione anticarro dotata di lanciatori per missili MILAN, una sezione da ricognizione motorizzata dotata di veicoli ACMAT TPK, una sezione di tiratori scelti equipaggiata con i fucili PGM Hécate II calibro 12,7 mm, ed una sezione di commando paracadutati assegnata al Groupement des commandos parachutistes dell'11ª brigata paracadutisti (una unità di forze speciali concepita per operazioni di intelligence e ricognizione a lungo raggio dietro le linee nemiche, nonché addestrata a tecniche avanzate di paracadutismo come la HALO e la HAHO);[40]
- Compagnie de maintenance régimentaire o 5e Compagnie: compagnia formata da personale tecnico responsabile della manutenzione e della riparazione delle attrezzature del reggimento, comprese le armi ed i paracadute, nonché della loro movimentazione a terra;[41]
- 6e Compagnie: unità di riserva del reggimento, formata dal personale del disciolto 173e Régiment d'infanterie de ligne (l'unità tradizionalmente responsabile della guarnigione della Corsica), ed incaricata di rafforzare il 2e REP in caso di guerra; l'unità fornisce inoltre personale volontario per il servizio antincendio dei boschi còrsi.[42]